# Juan Santiago (Elías Piña)
Juan Santiago es un municipio de la República Dominicana, que está situado en la provincia de Elías Piña.

## Límites
Municipios limítrofes:
|                               | Norte: El Llano y Las Matas de Farfán |                                        |
| Oeste: El Llano y Hondo Valle |                                       | Este: Las Matas de Farfán y El Cercado |
|                               | Sur: Postrer Río y Los Ríos           |                                        |

## Demografía
Según el Censo de Población y Vivienda de 2002, el municipio tiene una población total de 4.491, de los cuales 2.453 eran hombres y 2.038 mujeres. La población urbana del municipio era de 34,85%.

## Distritos municipales
Está formado por el distrito municipal de:
| Nombre        | Código   |
| ------------- | -------- |
| Juan Santiago | 07070601 |

## Historia
El 29 de abril de 1987, por la Ley n.º 37, la sección Juan Santiago del Municipio de Hondo Valle, pasó a ser un distrito municipal, con la unión de las secciones de:
- Juan Santiago (zona urbana).
- Juan Santiago.
- Juan de La Cruz.
- Sabana de la Loma.
- Monte Mayor.

El 9 de mayo de 2005, en aplicación de la ley 217-05, pasó a ser un municipio de la provincia de Elías Piña.

## Economía
La principal actividad económica del municipio es la agropecuaria y la ganadería.